# Gladys Cherry
Gladys Cherry (27 de agosto de 1881 – 4 de maio de 1965) foi uma sobrevivente do naufrágio do RMS Titanic em 15 de abril de 1912.

## Vida pregressa
Gladys Cherry nasceu no Royal Naval College em Greenwich, filha de James Frederick Cherry (morto em 1883) e sua esposa, Senhora Emily Louisa Haworth-Leslie (morta em 1936), filha de Mary Elizabeth, 18ª Condessa de Rothes. Ela tinha uma irmã, Miriam, e um irmão, Charles, que era ator.

## A bordo doTitanic
Em 1912, Gladys viajou com a esposa de seu primo, Noël Leslie, Condessa de Rothes e a criada da Condessa, Srta. Roberta "Cissy" Maioni, para os Estados Unidos na viagem inaugural do RMS Titanic. Gladys e Noël ocuparam a cabine B-77.
Na noite do naufrágio, Gladys se retirou para sua cabine às 22:00 h. Ela ficou dormindo até que Noël a despertou e ambas começaram a questionar o "estranho silêncio". Percebendo que os motores estavam parados, eles procuraram um tripulante, que as informou que o navio parou devido a icebergs. Surpresas com a notícia, as duas mulheres correram para o convés dos botes, onde testemunharam passageiros da terceira classe brincando com grandes pedaços de gelo na proa do navio.
O Capitão Edward J. Smith aconselhou as mulheres (juntamente com um grupo de outros passageiros da primeira classe) a se vestirem com roupas quentes, colocar o colete salva-vidas e voltar ao convés dos botes imediatamente. Após isso, as mulheres entraram no bote salva-vidas número 8. Durante a  noite dentro do bote, Gladys se lembra de estar "dormente da cintura para baixo", e que as roupas que ela vestia se estragaram dentro do bote. Ela ficou no leme toda a noite, enquanto Noël ficou ao lado de uma senhora recém-casada de  22 anos de idade, Señora Maria Peñasco y Castellana, que gritava por seu marido, Victor.
Gladys chegou em segurança a Nova Iorque, e lá encontrou seu irmão Charlie. Eventualmente ela retornou para o Reino Unido. Gladys se casou com oficial do exército aposentado George Octavius Shaw Pringle nos anos 1930. O casal não teve filhos.

## Morte
Gladys Pringle (nascida Cherry) morreu em Godalming, Surrey em 1965. Suas cinzas foram espalhadas sobre um canteiro de flores em sua casa.